# Video over IP
Video over IP ist eine Lösung für die Bildübertragung in einer größeren Firma oder einem größeren Gebäude, wobei der jeweilige Computer nicht am Monitor angeschlossen werden muss bzw. in der Nähe stehen muss. Dabei steht z. B. ein Computer in einem Serverraum. Dieser Computer versendet das Bildsignal über ein DVI-Kabel an einen Sender. Der Sender verpackt das Signal dann in ein TCP/IP-Paket und versendet es über das lokale Netzwerk an den jeweiligen Empfänger, der hinter dem Monitor angeschlossen ist. Der Empfänger wandelt das IP-Paket dann wieder in ein normales Bildsignal um und überträgt das Ganze an den Monitor, der das übertragene Bildsignal als normales Bild ausgibt.